# Mont-bell (品牌)
Mont-bell（日语：株式会社モンベル），日本登山戶外活動用品品牌，總部位於日本大阪府大阪市，創辦人為辰野勇。

## 歷史
Mont-bell創辦人辰野勇1947年生於大阪，自青年時期即是一位活躍的登山愛好者。1969年時以22歲之姿成為當時最年輕攀登艾格峰北壁的日本人，返國後辰野勇有感於當時使用的諸多登山裝備皆過於笨重，遂於1975年與其他山友共同成立Mont-bell。

## 相關連結
- 始祖鸟公司
- 北極狐 (品牌)
- Osprey (公司)
- 長毛象 (公司)